# Cima Gardiola (Alpi Liguri)
La Cima Gardiola (o semplicemente La Gardiola) è una cima delle Alpi Liguri alta 1.884 m s.l.m..

## Descrizione

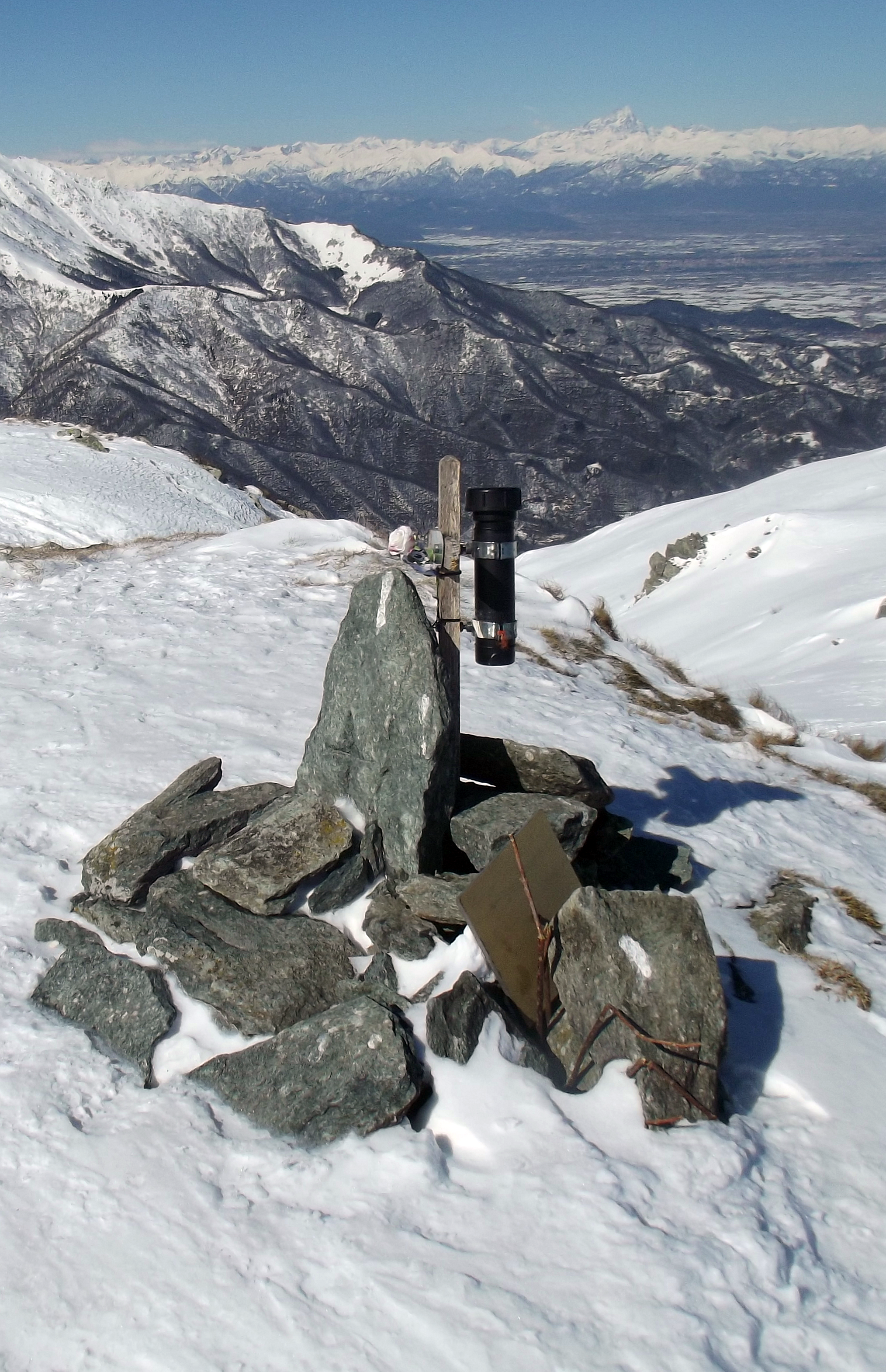
Il libro di vetta

La montagna fa parte del lungo crinale che divide la Valle Pesio (a ovest) da quella dell'Ellero. Si trova tra il Monte Pigna e la Cima della Piastra (1.814 m s.l.m.). 

## Accesso alla vetta
La cima è raggiungibile dalla Certosa di Pesio lungo piste forestali e sentieri. Si può anche arrivare percorrendo la cresta che la collega con il vicino Monte Pigna, a sua volta servito dagli impianti di risalita del comprensorio sciistico omonimo.
La cima Gardiola è una apprezzata meta di gite invernali, sia con le ciaspole sia con gli sci. La gita sci-alpinistica è considerata di difficoltà BS.